# Renata Gabryjelska

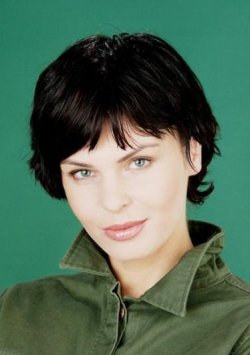
Renata Gabryjelska im Jahr 2008

Renata Gabryjelska (* 7. März 1972 in Olsztyn) ist eine polnische Filmschauspielerin, Drehbuchautorin und Regisseurin. In den 1990er-Jahren nahm sie in Polen an Schönheitswettbewerben teil und arbeitete international als Fotomodell. Sie gehörte zu den bekanntesten Fernsehstars Polens in der zweiten Hälfte der 90er-Jahre.

## Leben
Im Jahr 1993 wurde sie Miss Mazowsza (Warschau und Masowien) und beim nationalen Miss-Polonia-Schönheitswettbewerb Zweitplatzierte. 1994 unterzeichnete sie einen Modellvertrag bei der Pariser Agentur Metropolitan, von der sie für Fotoshootings in den Zeitschriften/Katalogen Cosmopolitan, Madame Figaro, 3Suisses und Molton eingesetzt wurde. In Polen arbeitete sie für die Modedesignerinnen Anna Brodzińska und Teresa Rosati (* 1946). Zweimal wurde sie für die polnische Ausgabe des Playboy (11/99 sowie 11/2002) fotografiert. Gabryjelska beendete ihren Beruf als Modell im Jahr 2003. Ihre Schauspielkarriere begann 1995 mit einer Besetzung an der Seite des Sängers Paweł Kukiz in der Filmkomödie Girl Guide von Juliusz Machulski. Der Film war im selben Jahr Sieger des Gdynia Film Festivals. Gabryjelska hatte in der Folge verschiedene Schauspielrollen in Fernsehproduktionen bei den polnischen Sendern Polsat und Atomic TV – so von 1997 bis 2003 in der Serie Złotopolscy als Ewa Kowalska.
In den 1990er-Jahren absolvierte sie ein Jura-Studium an der Universität Warschau sowie ein Marketing-Aufbaustudium an der Szkoła Główna Handlowa w Warszawie. Später schloss sie eine Regieausbildung an der Warschauer Filmschule (Warszawska Szkoła Filmowa) sowie an der Filmregieschule (Mistrzowska Szkoła Reżyserii Filmowej Andrzeja Wajdy) von Andrzej Wajda ab. Als Regisseurin dreht sie Dokumentarfilme und Werbespots. Gabryjelska engagiert sich für herrenlose Tiere. Seit dem Jahr 2002 ist sie mit dem Unternehmer und Gründer des Radiosenders RMF FM, Stanisław Tyczyński (* 25. Januar 1958), verheiratet. Sie ist seit Juni 2014 Mitglied der Jury zur Wahl der polnischen Milchkönigin.

## Filmografie
- 1994: Spółka rodzinna
- 1994: Piękna warszawianka
- 1995: Girl Guide
- 1997: Złotopolscy
- 1999: Tygrysy Europy
- 2002: Rób swoje, ryzyko jest twoje
- 2003: Tak czy nie?
- 2005: Janek (Regie und Drehbuch)
- 2007: Szkiełko (Regie und Drehbuch)
- 2009: Pogodna (Regie und Drehbuch)